# Canalul condilian
Canalele condiliene (Canalis condylaris) sunt două canale inconstante ce străbat porțiunile laterale ale osului occipital, având un orificiu extern situat în fosa condiliană de pe fața exocraniană a acestor porțiuni, și un orificiu intern pe fața endocraniană a acestor porțiuni lângă capătul medial al șanțului sinusului sigmoidian. Prin acest canal trece vena emisară condilară (Vena emissaria condylaris).